# Cadillac
Cadillac je ameriško avtomobilsko podjetje pod okriljem giganta General Motorsa in blagovna znamka avtomobilov. Njihovi proizvodi so luksuzni, izdelani predvsem za severnoameriški trg.